# Naobranchia smaridis
Naobranchia smaridis is een eenoogkreeftjessoort uit de familie van de Lernaeopodidae. De wetenschappelijke naam van de soort is voor het eerst geldig gepubliceerd in 1963 door Nuñes-Ruivo.